# British Rail Class 455
British Rail Class 455 - typ elektrycznych zespołów trakcyjnych, produkowanych w latach 1982-1985 przez zakłady firmy BREL w Yorku. Łącznie dostarczono 137 zestawów. Obecnie można je spotkać głównie na trasach podmiejskich łączących Londyn z okolicznymi miejscowościami, przede wszystkim od strony południowej i południowo-zachodniej. W barwach South West Trains zaczynają bieg na dworcu Waterloo. Z kolei kursy obsługiwane przez Southern mają swój początek na London Bridge Station. 